# Alexandre Laurent (réalisateur)
 (octobre 2017).
Pour les articles homonymes, voir Alexandre Laurent (homonymie) et Laurent.
Alexandre Laurent est un réalisateur français de séries télévisées.

## Biographie
Alexandre Laurent a participé notamment à la réalisation de plusieurs séries policières françaises : Profilage, R.I.S et Alice Nevers sur certains épisodes.
En 2013 et 2014, il participe à la réalisation des deux premières saisons de la série télévisée Falco.
En 2015, il réalise la mini-série télévisée en 6 épisodes de 52 minutes Le Secret d'Élise, avec Bénabar, Julia Piaton, Bruno Salomone, Hélène de Fougerolles.
Puis en 2016, il réalise un deuxième mini-série sur le même format, La Mante, avec Carole Bouquet et Fred Testot diffusée sur TF1 à partir du 4 septembre 2017.

## Filmographie

### Télévision

#### Réalisateur et scénariste
Comme réalisateur
- 2015 : Le Secret d'Élise
- 2016 : La Mante avec Carole Bouquet, Fred Testot, Pascal Demolon
- 2019 : Le Bazar de la Charité
- 2021 : Les Combattantes
- 2023 : Cat's Eyes

Réalisation d'épisodes
- 2008 à 2012 : RIS police scientifique, saison 4 : 2 épisodes, saison 5 : 2 épisodes, saison 6 : 1 épisode, saison 8 : 1 épisode
- 2011 à 2012 : Alice Nevers : Le juge est une femme, saison 5 : 3 épisodes
- 2011 à 2014 : Profilage, Saison 3 : 8 épisodes, saison 4 : 4 épisodes, saison 5 : 2 épisodes + final, saison 7 : épisodes 1 à 4
- 2013 à 2014 : Falco, saison 1 : 4 épisodes, saison 2 : 5 épisodes